# Siège de Lille (1054)
Pour les articles homonymes, voir Siège de Lille.
Le siège de Lille de 1054 serait le premier subi par la ville. Si la réalité du combat entre les armées du Comte de Flandre Baudouin V et de l’Empereur Henri III n’est pas douteuse, celle du siège est incertaine.  
La première mention de l’existence de la ville de  Lille Castrum Illense figure dans la relation de ce combat.
L’empereur Henri III marcha en  1054 vers Lille où se trouvait le Comte de Flandre qui avait soutenu contre lui son parent le duc de Lorraine Godefroid II.
Victor Derode affirme que l’empereur s’empara de la ville et massacra un grand nombre d’habitants.
D’après Alexandre de Saint-Léger, l’armée de Baudouin, sortie de la ville pour surprendre l’ennemi, échoua dans cette tentative et se rendit à l’empereur à Tournai. Lille n’aurait donc pas été assiégée.
Alain Derville estime que la ville semble avoir résisté.
Le laconisme du récit, seule source connue, permet ces interprétations divergentes des historiens. D'après la Charte de 1066 de donation à la collégiale Saint-Pierre, postérieure de peu, premier document donnant des précisions, la ville était entourée de murs d'enceinte